# Onthophagus sculptilis
Onthophagus sculptilis är en skalbaggsart som beskrevs av Gerstaecker 1871. Onthophagus sculptilis ingår i släktet Onthophagus och familjen bladhorningar. Inga underarter finns listade i Catalogue of Life.